# ام‌سی‌ای ایرلاینز
ام‌سی‌ای ایرلاینز (به انگلیسی: MCA Airlines) یک شرکت هواپیمایی است که در تاریخ ۲۰۰۸ میلادی تأسیس شده است.
دفتر مرکزی ام‌سی‌ای ایرلاینز در استکهلم، سوئد واقع شده‌است و قطب این شرکت هواپیمایی در فرودگاه استکهلم-آرلاندا قرار دارد و به ۱۲ مقصد، پرواز مستقیم انجام می‌دهد.